# Jahrtausendwinter von 1708/1709

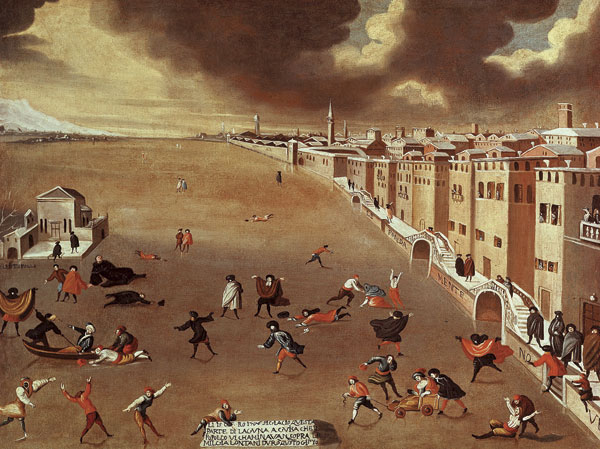
Le lagon gelé en 1708, von Gabriele Bella: Die gefrorene Lagune in Venedig im Winter 1708

Der Jahrtausendwinter von 1708/1709 war ein außergewöhnlich kalter Winter in Europa von Ende 1708 bis zum Frühjahr 1709. Der Winter traf selbst Länder mit in der Regel milden Wintern wie Portugal oder Italien. Der Winter gilt als der kälteste der vergangenen 500 Jahre. Die anhaltende Kälte verursachte im Folgejahr Missernten, Teuerung und Hungersnot in vielen Teilen Europas.

## Entstehung

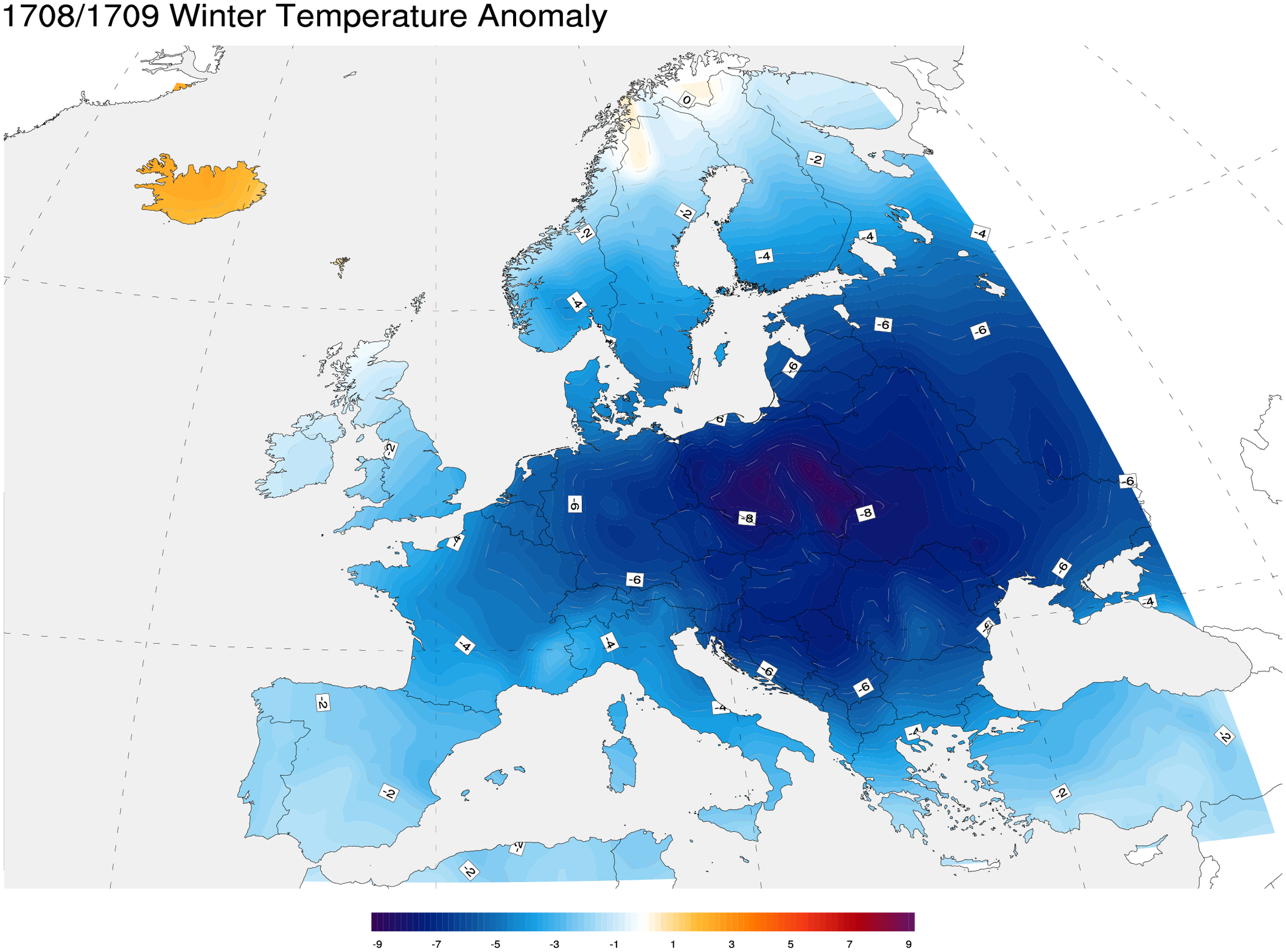
Temperaturanomalie Winter 1708/1709

Als Hauptursache wird eine stark negative Phase der Nordatlantischen Oszillation (NAO) vermutet. Der Winter fiel zudem in eine Zeit niedriger Temperaturen auf der Nordhalbkugel der Erde, die Kleine Eiszeit, die von diversen Faktoren, darunter vulkanischer Aktivität, verursacht wurde. Auch verringerte Sonnenaktivität – die Sonne befand sich von 1645 bis 1715 im Maunder-Minimum und zeigte wenig Sonnenflecken – könnte über eine etwas geringere Strahlungsleistung begrenzt beigetragen haben. Ein regionaler Einfluss der solaren Aktivität auf die NAO wird aber für möglich gehalten.
Im Englischen ist die Bezeichnung Great Frost, zu deutsch der Große Frost, prägend für dieses Ereignis geworden, im Französischen ist der Begriff unter Grand Hiver, zu deutsch der Große Winter in die Geschichtsschreibung eingegangen.

## Auswirkungen
Frankreich wurde besonders stark vom Winter getroffen. Die anschließende Hungersnot aufgrund der ausgefallenen Ernteerträge verursachte geschätzt 600.000 Hungertote bis Ende 1710.
Die letzte Frostnacht soll im Trierer Raum am 7. Juli gewesen sein. Die anschließende Dürre führte dort  zu einer Hungersnot. Der Gardasee fror im Winter 1708/09 erstmals komplett zu. Der Bodensee fror größtenteils zu. Auch aus anderen Regionen Europas wird von einem schweren Winter berichtet. Anhand von Berichten vom Versailler Hof ist bekannt, dass selbst an der königlichen Tafel das Wasser gefror.
Der Winter von 1708/09 wirkte sich auch für die schwedische Armee auf ihrem Russlandfeldzug auf dem Gebiet der heutigen Ukraine verheerend aus. Die Kälte sorgte für plötzlich eintretende Winterstürme und tiefe Fröste im schwedischen Armeelager. Tausende Soldaten starben, die meisten während der Winteroffensive. Allein in der schlimmsten Kältenacht sollen 2000 Schweden erfroren sein. Die russischen Truppen waren auf das harte Klima besser eingestellt, verließen nicht ihre Lager und erlitten dadurch weniger Kälteverluste.

## Sonstiges
Der Jahrtausendwinter inspirierte den Schotten Al Stewart zu dem Song The Coldest Winter in Memory.